# Los Puertos de Altagracia
Los Puertos de Altagracia es una ciudad del Estado Zulia, capital del Municipio Miranda del estado.

## Historia
La Villa Procera y levítica del Zulia, como también es conocida, fue fundada el 8 de septiembre de 1529 como Villa de Altagracia por el alemán Ambrosio Alfinger adelantado de la casa Welser de Augsburgo, según lo declara oficialmente la Academia de la Historia del Estado Zulia. Ubicada en la Costa oriental del Lago y desde su exuberante paisaje y su pedestal de nobleza ha visto transcurrir la vida y sus hechos, a orillas del Lago de Maracaibo. En el año 1600 fue elevada a villa, dándose inicio a la formación de calles, iglesias, escuelas, bodegas y cementerio entre otros lugares.
En 1823, instalado el cuartel general de los patriotas, se llevó a cabo la Batalla Naval del Lago de Maracaibo, que selló la emancipación de la Corona española. En sus tierras se fraguó la idea de libertar Venezuela. Ha sido cuna de ilustres sacerdotes, connotados maestros, célebres poetas, músicos brillantes, y hombres y mujeres que han luchado por su tierra. La ciudad posee un casco central urbano catalogado como Patrimonio Histórico del Zulia, donde se encuentran antiguas casonas de estilo colonial, así como sede de instituciones y museos.

## Zona residencial
La Villa de Altagracia con el tiempo pasa a denominarse Los Puertos de Altagracia. Actualmente es una ciudad portuaria, capital del municipio Miranda, está situada a 6 m de altitud en la orilla oriental del canal natural que comunica el lago de Maracaibo con la bahía del Tablazo. Mantiene relaciones directas con Maracaibo, Cabimas y Coro. Posee una población estimada para el año 2005 cercana a los 60.000 habitantes. En la última década es ciudad dormitorio del Complejo Petroquímico Ana María Campos instalado en sus cercanías, sirviendo además de puerto terminal petrolero, industrial y pesquero. Es sede de la Universidad Rafael-María Baralt.

## Cultura
Los Puertos cuenta con un amplio patrimonio arquitectónico, cultural y turístico. En su centro histórico destacan el Museo del Hombre, el Museo Gabriel Bracho, la iglesia de Nuestra Señora de Altagracia y el Boulevard Padilla, todos ubicados en lo que se conoce como el casco histórico, distribuido a lo largo de cuatro avenidas. También sobresalen sus coloridas casas coloniales, que aportan un carácter distintivo al paisaje urbano.
Gastronomía
Por su cercanía al mar, la ciudad tiene una fuerte actividad pesquera, lo que convierte al pescado en uno de los ingredientes principales de su cocina. Entre sus platos y dulces típicos destacan el mojito en coco, el dulce de limonsón y otros elementos representativos de la gastronomía zuliana, como el patacón y los tequeños, entre otros.[cita requerida]

## Arquitectura

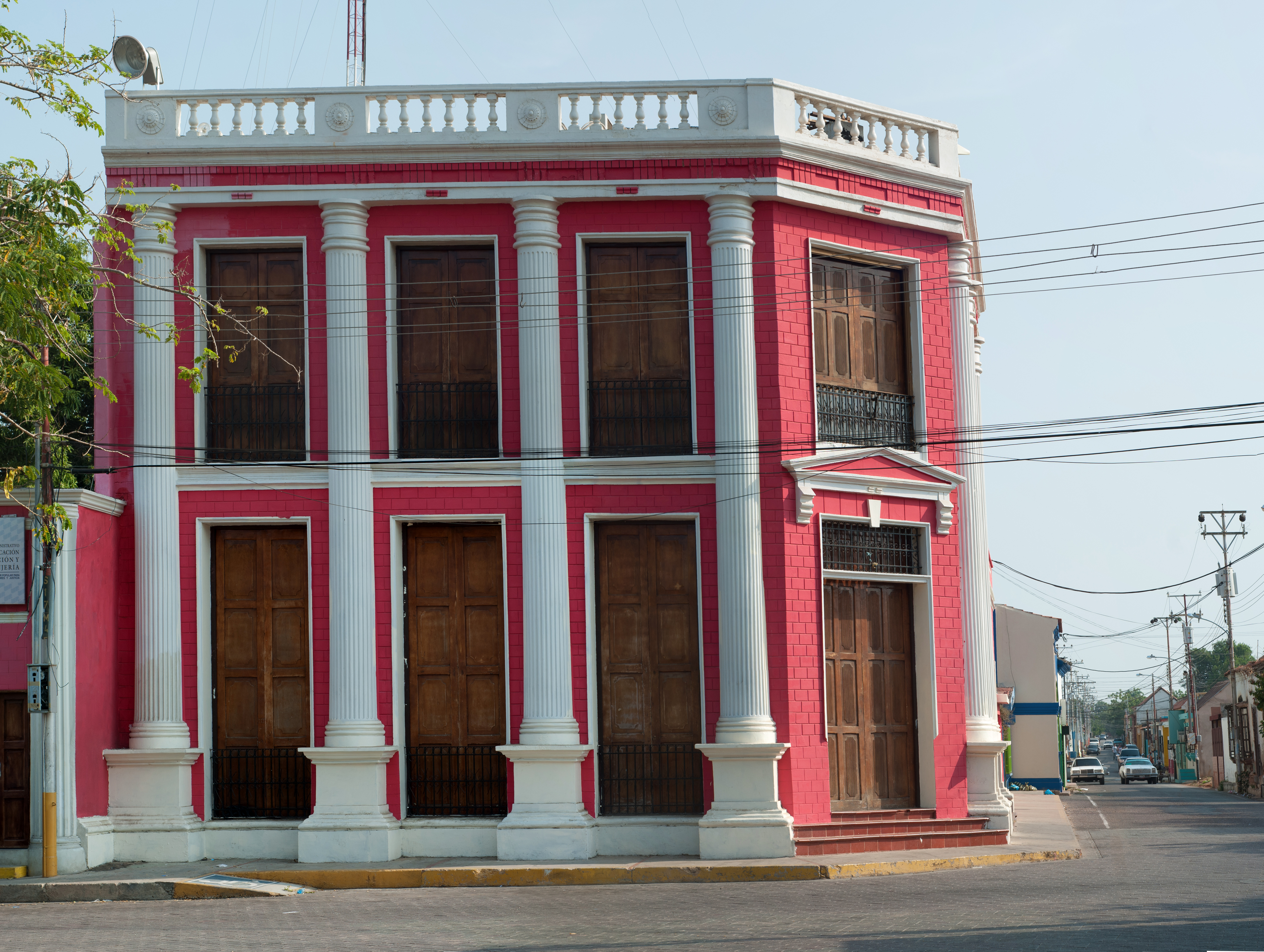
Alcaldía de los Puertos de Altagracia.

Su arquitectura colonial representa un aspecto fundamental; el casco central cuenta con hermosas casas coloniales en su mayoría habitadas, reconocidos museos y una impecable edificación religiosa que ha valido ser declarado sitio de valor histórico nacional, según decreto N.º 6 publicado en Gaceta oficial N°32.201 de fecha 2 de abril de 1981.
El aspecto tradicional de este centro urbano, está constituido por tres tipos de expresiones arquitectónicas; arquitectura colonial, marabina y popular, típicas en el paisaje urbano altagraciano, diferentes entre sí pero con muchos elementos que les son comunes.
Como capital del municipio es rica en historia, cultura y religión, el centro de la ciudad cuenta con una gama de lugares que visitar que reflejan la realidad de esta tierra de gracia.

### Casa Museo Gabriel Bracho

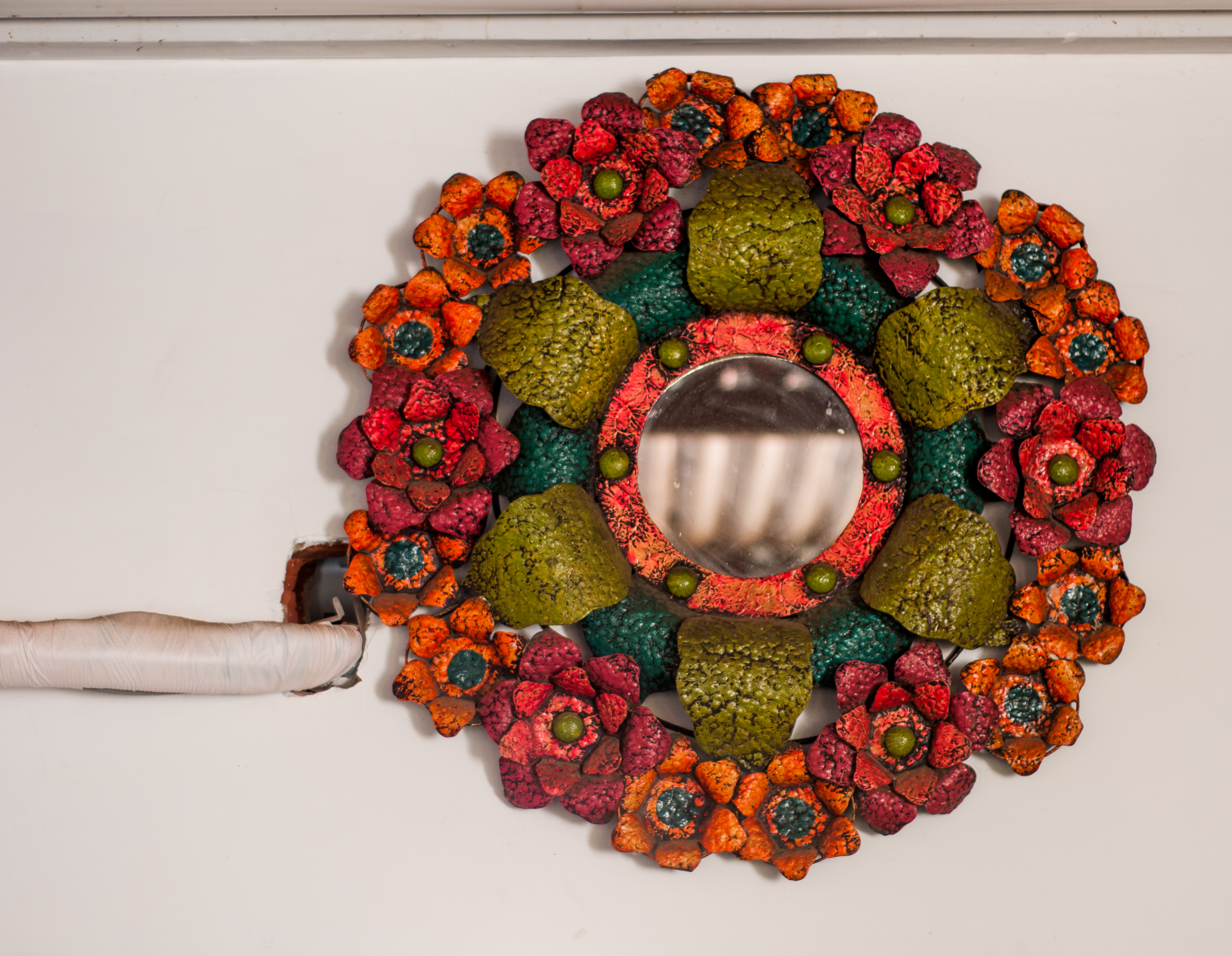
Espejo en la casa museo Gabriel Bracho

Esta casa museo fue fundada el 27 de mayo de 1977, por el artista plástico Gabriel Bracho, conocido mundialmente por sus connotados murales.
Esta mansión está ubicada en la avenida 2 entre calle 7 y 8, de los Puertos de Altagracia. En ella nació el artista Bracho, el 25 de mayo de 1915, por su propia voluntad, decidió dejar sus conocimientos, experiencias y parte de su extensa obra, de la cual es fiel ejemplo el mural Los Puertos y el Petróleo, el que plasmara en un área de más de cien metros cuadrados (100 mts2) de su hogar natal, que se ha convertido en un santuario artístico, cultural, educativo y turístico, al servicio de la comunidad mirandina y de todos los visitantes que ha diario acuden a esa tierra de gracia.

### La Mansión o Casa Histórica
En la parte sur de Los Puertos de Altagracia, se encuentra situada una mansión de arquitectura colonial, la cual fue constituida por un mandatario español de origen cubano, llamado Fernando Miyares Pérez-Bernal, monárquico. En ella se alojó el 19 de diciembre de 1826 el Libertador Simón Bolívar, al hacer un alto en su viaje hacia Coro. En esta casa el general José Prudencio Padilla y el general Manuel Manrique planificaron y resolvieron la Batalla Naval del Lago de Maracaibo; allí fue aprobado el tratado de capitulación de los españoles, y de esa forma se le arrebató el poder al último capitán general de Venezuela, el mariscal de campo Francisco Tomás Morales.
De igual forma, en esta casona pernoctó el mariscal Juan Crisóstomo Falcón, presidente de la república para aquel entonces, y sirvió de residencia a Francisco María Farías.

### Institución Mirandina

Institución Mirandina, centro histórico y cultural de Los Puertos de Altagracia, en la casa de Francisco María Farías

La institución mirandina es una entidad representativa del municipio Miranda con personalidad jurídica, fue fundada el 6 de marzo de 1951 gracias a la donación realizada por la familia del monseñor Mariano Parra León, a través de la Gobernación del estado Zulia, en la gestión del Dr. Gilberto Urdaneta Besson. Su primer presidente fue el Dr. Eucario Romero Gutiérrez.

## Transporte
Existen varias líneas que llevan desde y hacia Los Puertos entre ellas:
- Maracaibo - Los Puerto
- Cabimas - Los Puertos

- Existe además un puerto adónde llevan y salen lanchas de pasajeros a Maracaibo, Isla San Carlos, Isla de Toas y El Moján

Existen líneas locales de Carros "Por Puesto" las cuales sus rutas son:
- Costa Sur: Desde el centro de la ciudad hasta El Cañito (Logo Azul).
- Urba Centro: El centro de la ciudad, y algunas urbanizaciones cercanos al centro (logo naranja), aunque la mayoría de los taxistas usan un aviso en el frente del auto que dice UBC diminutivo de Urba Centro.
- Sancri Centro: Desde el centro hasta el sector "Ballena" (logo morado).
- Costa Norte: Desde el centro hasta "Punta de Palmas" (logo rojo).
- Los Puertos - Quisiro: Desde la sede de los Bomberos hasta la plaza Bolívar de Quisiro (logo verde)
- Ancon - Los Puertos: Desde el centro hasta "Ancon de Iturre" (logo blanco y rojo). Aunque también recorre la vía hacia "El Tablazo", "Los Jovitos", "Bella Vista" y "La Bajadita".